# Шишатовац
Шишатовац је насеље у општини Сремска Митровица, у Сремском округу, у Србији. Према попису из 2022. било је 156 становника. У оквиру села се налази Манастир Шишатовац, а његовој близини је Манастир Петковица.

## Демографија
У насељу Шишатовац живи 173 пунолетна становника, а просечна старост становништва износи 40,7 година (40,4 код мушкараца и 41,1 код жена). У насељу има 84 домаћинства, а просечан број чланова по домаћинству је 2,57.
Ово насеље је великим делом насељено Србима (према попису из 2002. године).
|  |

| Демографија | Демографија | Демографија |
| Година      | Становника  | Становника  |
| ----------- | ----------- | ----------- |
| 1948.       | 233         |             |
| 1953.       | 233         |             |
| 1961.       | 281         |             |
| 1971.       | 239         |             |
| 1981.       | 237         |             |
| 1991.       | 217         | 216         |
| 2002.       | 218         | 218         |

| Етнички састав према попису из 2002.‍ | Етнички састав према попису из 2002.‍ | Етнички састав према попису из 2002.‍ | Етнички састав према попису из 2002.‍ | Етнички састав према попису из 2002.‍ |
| ------------------------------------ | ------------------------------------ | ------------------------------------ | ------------------------------------ | ------------------------------------ |
|                                      |                                      |                                      |                                      |                                      |
| Срби                                 | Срби                                 |                                      | 209                                  | 95,87%                               |
| Хрвати                               | Хрвати                               |                                      | 4                                    | 1,83%                                |
| Мађари                               | Мађари                               |                                      | 2                                    | 0,91%                                |
| Словаци                              | Словаци                              |                                      | 1                                    | 0,45%                                |
| Македонци                            | Македонци                            |                                      | 1                                    | 0,45%                                |
| непознато                            | непознато                            |                                      | 0                                    | 0,0%                                 |

| Година пописа     | 1948. | 1953. | 1961. | 1971. | 1981. | 1991. | 2002. |
| ----------------- | ----- | ----- | ----- | ----- | ----- | ----- | ----- |
| Број домаћинстава | 65    | 62    | 63    | 68    | 71    | 73    | 84    |

| Број чланова      | 1  | 2  | 3  | 4  | 5 | 6 | 7 | 8 | 9 | 10 и више | Просек |
| ----------------- | -- | -- | -- | -- | - | - | - | - | - | --------- | ------ |
| Број домаћинстава | 22 | 25 | 14 | 17 | 3 | 2 | 1 | 0 | 0 | 0         | 2,57   |

| Пол    | Укупно | Неожењен/Неудата | Ожењен/Удата | Удовац/Удовица | Разведен/Разведена | Непознато |
| ------ | ------ | ---------------- | ------------ | -------------- | ------------------ | --------- |
| Мушки  | 89     | 29               | 54           | 3              | 3                  | 0         |
| Женски | 90     | 16               | 54           | 20             | 0                  | 0         |
| УКУПНО | 179    | 45               | 108          | 23             | 3                  | 0         |

| Пол    | Укупно                    | Пољопривреда, лов и шумарство | Рибарство                            | Вађење руде и камена | Прерађивачка индустрија       |
| ------ | ------------------------- | ----------------------------- | ------------------------------------ | -------------------- | ----------------------------- |
| Мушки  | 64                        | 43                            | 0                                    | 0                    | 5                             |
| Женски | 32                        | 27                            | 0                                    | 0                    | 0                             |
| УКУПНО | 96                        | 70                            | 0                                    | 0                    | 5                             |
| Пол    | Производња и снабдевање   | Грађевинарство                | Трговина                             | Хотели и ресторани   | Саобраћај, складиштење и везе |
| Мушки  | 0                         | 1                             | 1                                    | 2                    | 4                             |
| Женски | 0                         | 0                             | 1                                    | 0                    | 0                             |
| УКУПНО | 0                         | 1                             | 2                                    | 2                    | 4                             |
| Пол    | Финансијско посредовање   | Некретнине                    | Државна управа и одбрана             | Образовање           | Здравствени и социјални рад   |
| Мушки  | 1                         | 0                             | 2                                    | 0                    | 0                             |
| Женски | 0                         | 0                             | 0                                    | 1                    | 2                             |
| УКУПНО | 1                         | 0                             | 2                                    | 1                    | 2                             |
| Пол    | Остале услужне активности | Приватна домаћинства          | Екстериторијалне организације и тела | Непознато            | Непознато                     |
| Мушки  | 2                         | 0                             | 0                                    | 3                    | 3                             |
| Женски | 1                         | 0                             | 0                                    | 0                    | 0                             |
| УКУПНО | 3                         | 0                             | 0                                    | 3                    | 3                             |